# Rheum laciniatum
Rheum laciniatum Prain – gatunek rośliny z rodziny rdestowatych (Polygonaceae Juss.). Występuje naturalnie w Chinach – w północnej części Syczuanu. 

## Morfologia
PokrójBylina dorastająca do 100 cm wysokości.
LiścieIch blaszka liściowa ma owalny kształt. Mierzy 25–36 cm długości oraz 20–24 cm szerokości, jest pierzasto-klapowana na brzegu, o niemal sercowatej nasadzie i ostrym wierzchołku. Ogonek liściowy jest nagi. Gatka jest błoniasta.
KwiatyZebrane w wiechy, rozwijają się na szczytach pędów. Listki okwiatu mają odwrotnie jajowato eliptyczny kształt i zielonożółtawą barwę, mierzą 2–3 mm długości.

## Biologia i ekologia
Rośnie na łąkach oraz terenach skalistych. Występuje na wysokości około 3000 m n.p.m.